# PGC 1913
LEDA/PGC 1913, auch UGC 310, ist eine Spiralgalaxie vom Hubble-Typ Sc im Sternbild Andromeda am Nordsternhimmel. Sie ist rund 215 Millionen Lichtjahre von der Milchstraße entfernt und hat einen Durchmesser von etwa 70.000 Lichtjahren. Vom Sonnensystem aus entfernt sich das Objekt mit einer errechneten Radialgeschwindigkeit von näherungsweise 4.700 Kilometern pro Sekunde.
Gemeinsam mit fünf weiteren Galaxien bildet sie die Lyons Groups of Galaxies LGG 5. Im selben Himmelsareal befinden sich unter anderem die Galaxien PGC 1841013, PGC 1847306, PGC 1849113, PGC 1851639.